# Catedral de Tumbes
A Catedral de Tumbes ou Igreja Matriz São Nicolau de Tolentino é o nome que recebe um templo filiado e propriedade da Igreja Católica localizado na localidade de Tumbes no departamento de mesmo nome ao norte do país sul americano do Peru.
Está localizado especificamente na praça maior de Tumbes. Foi construída pelos sacerdotes agostinhos no século XVII, quando o país ainda estava sob o controle do Império Espanhol em estilo barroco.
Foi restaurada completamente em 1985.